# Sawanka długodzioba
Sawanka długodzioba (Sylvietta rufescens) – gatunek małego ptaka z rodziny krótkosterek (Macrosphenidae). Występuje w subsaharyjskiej Afryce. Nie jest zagrożony wyginięciem.
Sawanki długodziobe osiągają długość ciała 10–11,5 cm, przy masie ciała 9–14 g. IOC wyróżnia 7 podgatunków; ich przedstawiciele różnią się między sobą głównie odcieniem poszczególnych części upierzenia i długością dziobów. Niezależnie od podgatunku reprezentantów S. rufescens cechuje szarawy lub brązowoszary wierzch ciała, jasna brew, ciemny pasek przechodzący przez oko oraz jasny (przeważnie w jakimś odcieniu płowego) spód ciała. W upierzeniu dichromatyzm płciowy nie występuje. Nie jest znany wygląd młodych osobników.
Sawanki długodziobe zamieszkują bardzo różnorodne środowiska – od pustynnych zakrzewień na pustyni Namib poprzez sawanny, karru, fynbos i lasy po ogrody. Unikają obszarów trawiastych i lasów deszczowych. Żywią się głównie owadami i ziarnem. Pora lęgowa różni się w zależności od miejsca występowania. Ptaki tego gatunku budują gniazdo podobne kształtem do łuzy stołu bilardowego; składają od 1 do 3 jaj. Zarówno samiec, jak i samica uczestniczą w trwającej blisko 14 dni inkubacji jaj oraz w karmieniu młodych.

## Taksonomia

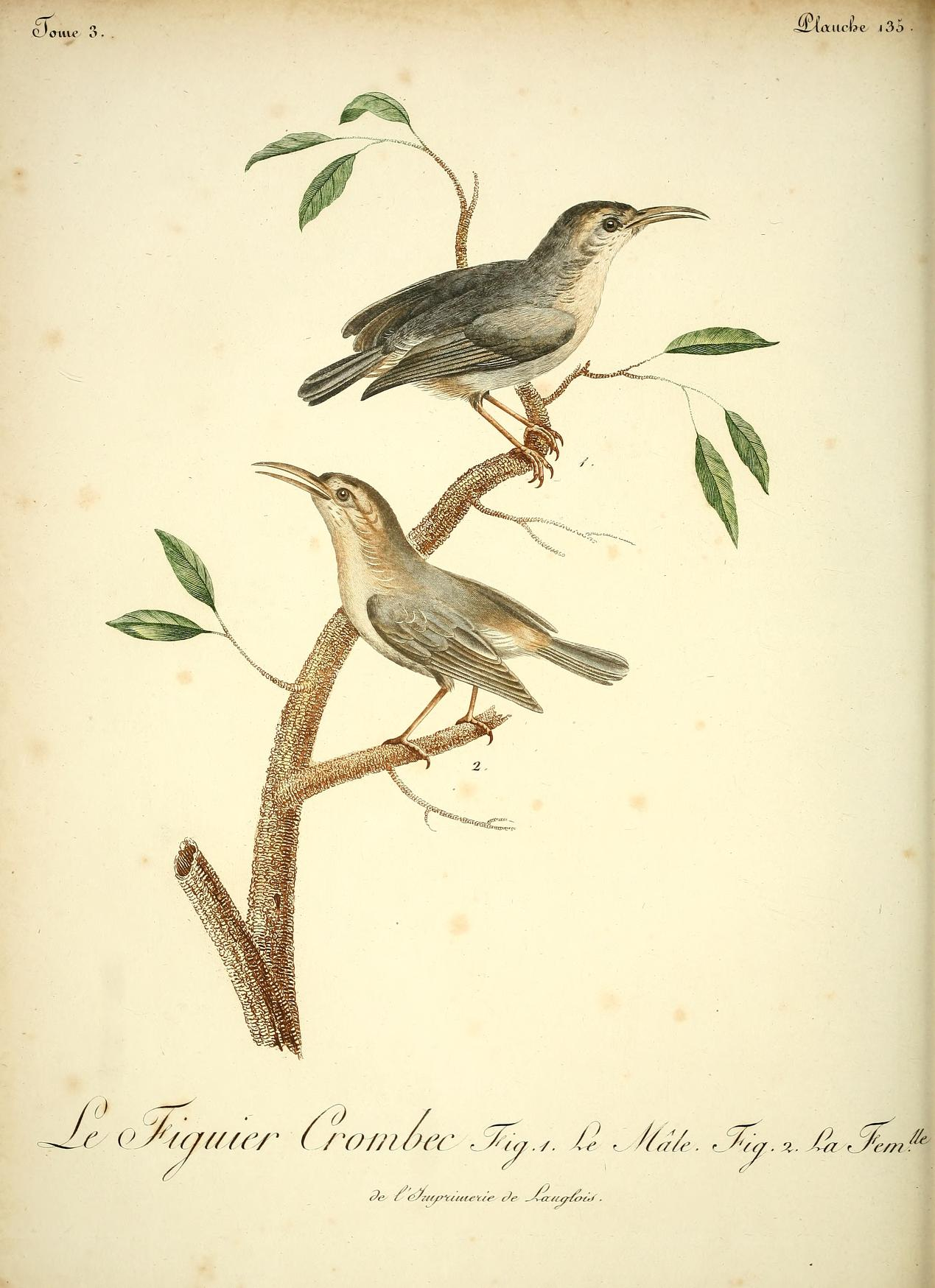
Pierwsze przedstawienie gatunku w literaturze; François Levaillant, 1802

Gatunek naukowo opisał po raz pierwszy Louis Jean Pierre Vieillot. Opis Vieillota ukazał się w 1817, w 9. tomie dzieła Nouveau dictionnaire d’histoire naturelle. Autor nadał nowemu gatunkowi nazwę Dicaeum rufescens; obecnie (2020) Międzynarodowy Komitet Ornitologiczny umieszcza sawankę długodziobą w rodzaju Sylvietta. W literaturze jest jednak wzmianka o gatunku sprzed 1817. François Levaillant opublikował tablicę barwną z wizerunkiem tych ptaków, oznaczoną numerem 135, w 3. tomie Histoire naturelle des oiseaux d'Afrique (1802). Zamieścił również sześciostronicową deskrypcję, obejmującą nie tylko wygląd, ale i zachowanie przedstawicieli gatunku. Nowo opisane ptaki otrzymały nazwę Le Crombec; tablica Levaillanta wraz z komentarzem autora stała się podstawą dla późniejszego opisu Vieillota. Holotyp pochodził z okolic rzeki Olifants (wówczas: Rivière-des-Eléphans). Sawanka długodzioba tworzy nadgatunek z sawanką jasną (S. isabellina).

### Podgatunki
IOC wyróżnia 7 podgatunków S. rufescens (2020), podobnie jak i autorzy Handbook of the Birds of the World. W 1905 ukazał się opis podgatunku nazwanego S. r. ochrocara; holotypem był osobnik odłowiony w Namibii, na obszarze ówczesnego Damaraland. Nie jest on jednak wydzielany obecnie do rangi osobnego podgatunku, zaś włączany do S. r. flecki. Podgatunek S. r. pallida pierwotnie opisano jako osobny gatunek (Sylviella pallida), podobnie jak i S. r. ansorgei (pod nazwą Sylvietta ansorgei) oraz S. r. flecki (Sylvietta flecki, autor podtrzymywał nadaną przez siebie nazwę w wydanym w 1900 Die Vögel Afrikas). Podgatunek S. r. adelphe został po raz pierwszy wspomniany pod nazwą Sylvietta micrura adelphe. W 1918, 18 lat po pierwszym opisie S. r. flecki, W. L. Sclater i C. Mackworth-Praed wydzielili nowy podgatunek, S. r. transvaalensis; Sylvietta rufescens transvaalensis jest jednak synonimem S. r. flecki.

### Nazewnictwo
Nazwa Crombec, jaką określił sawankę długodziobą Levaillant, pochodzi od określenia Krome-bec, jak nazywali ptaka Khoikhoi. W języku angielskim nazwy wszystkich przedstawicieli rodzaju Sylvietta zaczynają się od Crombec; S. rufescens była pierwszym opisanym gatunkiem tego rodzaju. Epitet gatunkowy rufescens oznacza po łacinie czerwonawy. Zulusi nazywają ptaka indibilitshe; słowo pochodzi prawdopodobnie od holenderskiego dubbeltje oznaczającego małą monetę.

## Morfologia

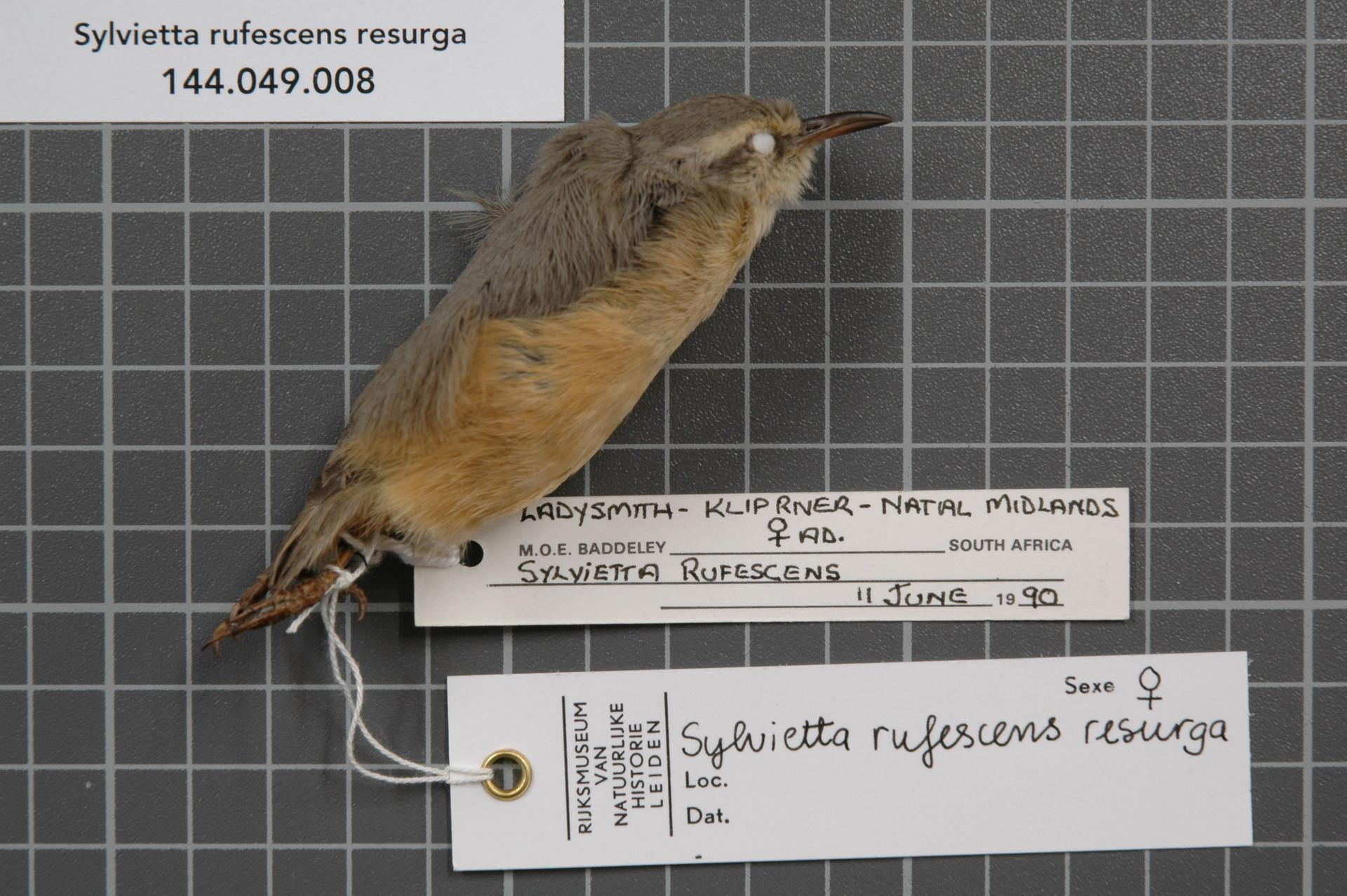
Spreparowana samica S. r. rufescens

Długość ciała sawanek długodziobych wynosi 10–11,5 cm, zaś masa ciała 9–14 g. Wymiary ptaków podgatunku nominatywnego według Reichenowa: długość skrzydła 52–62 mm, ogona – 28–30 mm, dzioba – 14–15 mm, a skoku – 19–20 mm. Wymiary osobników podgatunku nominatywnego według P.A. Clanceya (n=8): długość skrzydła 59–64 mm u samca, 59–61 mm u samicy, długość dzioba – 16–18,5 mm u samca, 17 mm u samicy.
Nie występuje dymorfizm płciowy w upierzeniu. Charakterystycznym elementem sylwetki jest krótki ogon, niemal całkowicie zasłonięty przez pokrywy nadogonowe. Upierzenie w większości szarawe, brew jasna (płowa); spód ciała płowy lub z domieszką cynamonowego. U osobników podgatunku nominatywnego wierzch ciała jest szarobrązowy, wyróżniają się płowobiała brew i ciemny pas przechodzący przez oko. Policzek, broda i gardło białe, spód ciała płowocynamonowy. Dziób czarnobrązowy, wygięty. Nogi i stopy czerwonawobrązowe po różowe. Tęczówka jasnobrązowa niezależnie od podgatunku. Nie jest znany wygląd osobników młodocianych.
Różnice między podgatunkami przedstawiono w sekcji Podgatunki. Osobniki odmiennych podgatunków różnią się głównie odcieniami upierzenia i długością dzioba. Ptaki podgatunków z północnej części zasięgu cechuje jaśniejsze upierzenie i krótsze dzioby, zaś te z południa – ciemniejsze upierzenie i dłuższe dzioby.

## Zasięg i środowisko
Sawanka długodzioba zamieszkuje subsaharyjską Afrykę; od Demokratycznej Republiki Konga i Burundi poprzez Tanzanię, Zambię, Malawi, Mozambik, Zimbabwe, Botswanę, Angolę i Namibię po Eswatini, Lesotho i Południową Afrykę (według innego źródła w Lesotho nie występuje). W większości zasięgu sawanki długodziobe występują na niskich wysokościach. W Demokratycznej Republice Konga ptaki tego gatunku stwierdzano do 2000 m n.p.m.. W Botswanie występuje na obszarze całego kraju w 4 podgatunkach; jest to jedyny przedstawiciel krótkosterek w tym kraju. W Burundi lokalnie pospolity, unika jednak obszarów o wysokich opadach i okolic Mlandżi. Stwierdzany na wysokości 50–1400 m n.p.m., okazjonalnie do 1900 m n.p.m. (w Nyika). W Południowej Afryce spotykany we wszystkich prowincjach. Brak wyraźnych barier między zasięgami poszczególnych podgatunków.
Sawanki długodziobe zamieszkują szeroki zakres środowisk. Zamieszkują zarówno pustynne zakrzewienia pustyni Namib, jak i suchsze sawanny, prócz tego pierwotne i wtórne lasy z rozwiniętym podszytem, w tym miombo z Colophospermum mopane, lasy rosnące nad brzegami rzek oraz ogrody; zasiedla również fynbos i karru. Najpospoliciej występuje jednak na terenach zadrzewionych akacjami (Acacia). Unika obszarów trawiastych, lasów wiecznie zielonych i tych z drzewami z rodzaju Brachystegia. Przeważnie sawanki długodziobe spotykane są w okolicy z łatwym dostępem do wody.

## Tryb życia i zachowanie

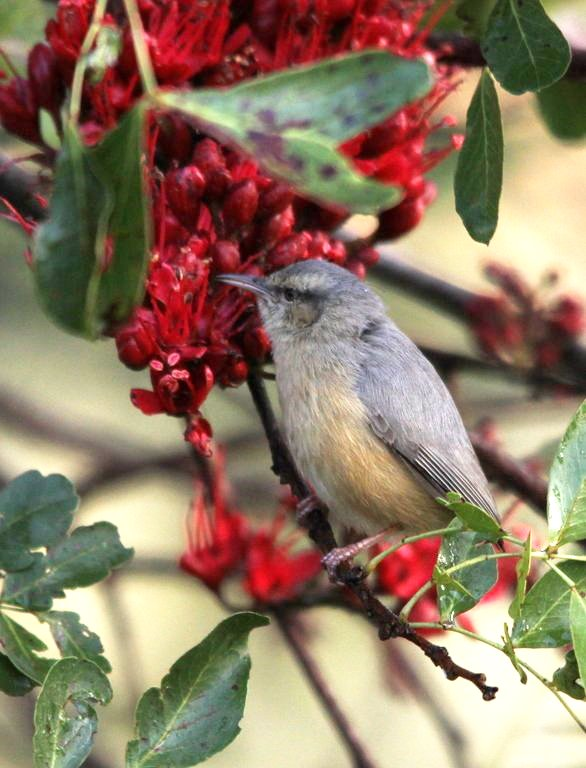
Sawanki długodziobe zjadają głównie bezkręgowce i nasiona traw, ale w ich diecie stwierdzono również nektar

Sawanki długodziobe aktywnie poruszają się wzdłuż pni i gałęzi w poszukiwaniu pożywienia, przeszukują również listowie. Obyczaje reprezentantów gatunku nie zmieniają się zależnie od podgatunku. Żerują w podszycie lub na drzewach, do 3 m nad ziemią. Przeważnie widuje się pary lub pojedyncze sawanki długodziobe, ale dołączają również do stad wielogatunkowych. Odnoszą z tego korzyść, zwiększając efektywność żerowania (w badaniach ptaków południowej Afryki taki efekt zaobserwowano jedynie u dwóch badanych gatunków, S. rufescens i krępnika czarnopierśnego, Batis molitor). Badania nad ptakami przebywającymi w zadrzewieniach akacji wykazały również, że sawanki poszukują wtedy pożywienia wyżej, niż przebywając w towarzystwie innych sawanek długodziobych lub samotnie. Przedstawiciele S. rufescens poruszają się podobnie jak sikory, są to zwinne ptaki. Ich zawołanie to niewyróżniający się, świergoczący głos, zaś głos alarmowy składa się z trzech sylab, z akcentem na pierwszą. Wypłoszone wylatują, wydając z siebie ostre i przenikliwe piip-piip-piip. Ze względu na wyróżniającą się sylwetkę, przy której ptak zdaje się nie mieć ogona, sawanki długodziobej nie da się pomylić z innym ptakiem; jedynie w Zimbabwe, gdzie współwystępuje z sawanką rdzawą (S. whytii), może być z nią mylona.
Sawanki długodziobe żywią się bezkręgowcami, w tym modliszkami, chrząszczami i gąsienicami; zjadają również roztocze (Acarina) i nasiona traw. W jednym z badań, które obejmowało ptaki z Wysokiego Weldu, Nama Karoo i Kalahari (Południowa Afryka), przeanalizowano zawartość 8 żołądków. Zidentyfikowano 48 fragmentów pokarmu. W jego skład wchodziły chrząszcze, głównie te niewielkie (poniżej 5 mm długości), larwy i jaja owadów (części owadów nie zidentyfikowano) oraz niewielkie (1–2 mm) nasiona. W diecie odnotowano również owoce (w tym winogrona) oraz nektar dwóch gatunków aloesu (Aloe) – A. greatheadii i A. marlothii.

### Lęgi
W Demokratycznej Republice Konga sawanki długodziobe lęgną się w styczniu, w Namibii – od września do marca. W Zambii okres lęgowy przypada na wrzesień–grudzień, w Malawi trwa od września do lutego, niekiedy nawet do kwietnia (podobnie w Mozambiku), zaś w Zimbabwe od września do stycznia. W dawnym Kraju Przylądkowym (dziś: Prowincja Przylądkowa Zachodnia, Północna i Wschodnia) sawanki długodziobe lęgną się od sierpnia do listopada, w KwaZulu-Nata w październiku i listopadzie, od października do stycznia w dawnej prowincji Transwal. Stwierdzono pasożytnictwo kukułeczki białobrzuchej (Chrysococcyx klaas) na lęgach sawanki długodziobej.
Gniazdo ma kształt torebki, porównywanej przez autorów do łuzy. Budowa gniazda zajmuje ptakom 7–10 dni. Budulec stanowią włókna roślinne, liście, trawy, korzenie, pajęczyny, kokony i fragmenty drewna. Wyściółkę stanowią suche trawy lub wełna. Pary gniazdują w oddali od siebie, zwykle na jedną parę przypada od 5 do 20 hektarów terenu. Gniazdo umieszczone jest przeważnie od 80 do 120 cm nad ziemią. W zniesieniu od 1 do 3 jaj o wymiarach około 19 na 12,5 mm. Inkubacja trwa blisko 14 dni, podobny czas młode spędzają w gnieździe. Rodzice dzielą się obowiązkami przy wysiadywaniu i opiece nad młodymi.

## Podgatunki
Podgatunki opisano w kolejności prezentowanej przez Międzynarodowy Komitet Ornitologiczny.
| Podgatunek                                                  | Miejsce typowe                                                                     | Zasięg | Morfologia |
| ----------------------------------------------------------- | ---------------------------------------------------------------------------------- | --- | --- |
| Sylvietta rufescens adelphe Grote, 1927                     | Baraka, północno-zachodni kraniec jeziora Tanganika, Demokratyczna Republika Konga | południowo-wschodnia Demokratyczna Republika Konga (od północnego krańca jeziora Tanganika na południe po wschodnią prowincję Katanga), zachodnie Burundi (na równinie Ruzizi), Zambia (poza połudnniowo-zachodnią częścią oraz dolinami rzek Zambezi i, w niższym biegu, Luangwa), północne Malawi                          | Mniejszy od S. r. pallida, bardziej jaskraworudy na piersi i brzuchu. - Długość skrzydła 56–61 mm. |
| Sylvietta rufescens flecki Reichenow, 1900                  | Mutschumi (=Machumi Pan), na południe od jeziora Ngami, Beczuana (obecna Botswana) | południowa Angola (zachodnia i południowa prowincja Huíla na południe po prowincję Cunene), Namibia (z wyjątkiem południowej części), południowo-zachodnia Zambia, Botswana, Zimbabwe (część na płaskowyżu) i północna Południowa Afryka (Prowincja Przylądkowa Północna)                                                    | Reprezentanci podgatunku podobni do ptaków podgatunku S. r. resurga, jednak nieco jaśniejsi; spód ciała płowocynamonowy, bez domieszek bieli. Dziób nieco krótszy i mniej wygięty. - Wymiary szczegółowe (n=22): długość skrzydła u samców 60–67,5 mm, u samic – 58–62 mm; długość dzioba: 14,5–16,5 mm u samców, 14–15,5 mm u samic                                                                    |
| sawanka angolska Sylvietta rufescens ansorgei Hartert, 1907 | Huxe, prowincja Benguela, Angola                                                   | wybrzeże Angoli (od prowincji Bengo na południe po prowincję Namibe) | Upierzeniem podobne do reprezentantów S. r. flecki, jednak z wierzchu bardziej brązowe, brew biała, gardło bielsze. - Wymiary szczegółowe samców: długość skrzydła 58–59 mm, ogona – 25–26 mm, samic: d. skrzydła 54–56 mm, ogona – 22–24 mm. U obu płci: długość dzioba 14 mm, skoku 18,5–19 mm |
| Sylvietta rufescens pallida Alexander, 1899                 | Okolice rzeki Zambezi                                                              | południowo-wschodnia Zambia (doliny rzek Luangwa i Zambezi, w jej środkowym biegu), południowe Malawi, północne i północno-wschodnie Zimbabwe, Mozambik (na południe od Tete i Zambezi) oraz północno-wschodnia Południowa Afryka (niziny wschodniej Prowincji Przylądkowej Północnej na południe po północny KwaZulu-Natal) | Upierzeniem przypomina ptaki podgatunku S. r. flecki, ma jednak więcej bieli na policzkach, gardle i środku brzucha. - Wymiary szczegółowe (n)=22: długość skrzydła samca 60–65 mm, samicy – 56–60 mm; długość dzioba: 15–16,5 mm u samca, 14,5–15,5 mm u samicy. Według Hermanna Grotego długość skrzydła do 63 mm. U holotypu (oryginalne wymiary w calach) ogon mierzył blisko 25,5 mm, a skok 19 mm |
| Sylvietta rufescens resurga Clancey, 1953                   | Weenen, KwaZulu-Natal                                                              | wschodnia Południowa Afryka (wschodnie Góry Smocze, KwaZulu-Natal) i Eswatini | Od ptaków podgatunku nominatywnego różni się jaśniejszym, bardziej szarym wierzchem ciała oraz bardziej białym gardłem i piersią. - Wymiary szczegółowe (n=6): długość skrzydła samca – 62–67 mm, samicy – 59,5 mm; długość dzioba: 16–17,5 mm u samca, 16,5 mm u samicy. U holotypu długość dzioba wyniosła 18 mm, skoku 22 mm, ogona – 29 mm.                                                         |
| Sylvietta rufescens rufescens (Vieillot, 1817)              | Okolice rzeki Olifants                                                             | południowa Namibia, południowa i południowo-zachodnia Botswana oraz północno-zachodnia i północna Południowa Afryka (Prowincja Przylądkowa Północna, Prowincja Północno-Zachodnia i północno-zachodnia prowincja Wolne Państwo)                                                                                              | Opisana w sekcji Morfologia |
| Sylvietta rufescens diverga Clancey, 1954                   | Farma Doornhoek, okolice Cradock                                                   | centralna i południowa Południowa Afryka (południowo-wschodnia Prowincja Przylądkowa Północna i południowo-zachodnie Wolne Państwo na południe po to Prowincję Przylądkową Zachodnią i Wschodnią), Lesotho | W stosunku do przedstawicieli podgatunku nominatywnego grzbiet, skrzydła i ogon ciemniejsze, spód ciała intensywniej cynamonowopłowy; boki piersi i ciała obficie znakowane ciemno, szarobrązowo. - Wymiary szczegółowe (n=18): długość skrzydła 59–65 mm u samca, 57,5–62 mm u samicy; długość dzioba: 16,5–18 mm u samca, 16–17,5 mm u samicy                                                         |

## Status i zagrożenia
IUCN uznaje sawankę długodziobą za gatunek najmniejszej troski nieprzerwanie od 1988 (stan w 2020). BirdLife International szacuje zasięg występowania na 4,19 mln km³, a trend populacji ocenia na stabilny ze względu na brak znaczących zagrożeń. W Botswanie ptak pospolity lub liczny (2015). Na północy zasięgu niepospolity i zwykle występuje lokalnie, na południu swojego zasięgu pospolity. Zasięg nieznacznie zmienił się od czasów historycznych, jednak nie są to zmiany znaczące. Do braku zagrożenia wyginięciem sawanek długodziobych przyczynia się ich plastyczność pod względem środowiska. Możliwe, że odniosły korzyści z niszczenia lasów Brachystegia w Zimbabwe.